# Super 35 millimetri
Il Super 35 è un formato cinematografico usato nella cinematografia, evoluzione della pellicola 35 mm. Con questo formato si utilizza parte della pellicola dedicata al sonoro aumentando la superficie di pellicola fotografica impressionata e quindi la definizione video.

## Formato
Tra i vari metodi per ottenere immagini panoramiche v'è quello di utilizzare ottiche anamorfiche così da comprimere l'immagine in fase di ripresa per poi riespanderla con un equivalente obiettivo anamorfico durante la proiezione (il più noto è il Cinemascope, con un rapporto d'aspetto di 2,35: 1).
Tuttavia la ripresa delle immagini anamorfizzate ha sempre creato molti problemi (maggiori costi, ingombri delle ottiche ecc.).
Con l'avvento di pellicole cinematografiche di maggiore qualità e definizione si è potuto usare formati panoramici in negativo, senza deformare l'immagine. Poiché in tal modo del fotogramma originale 35 mm in formato 4:3 (1,33: 1) non si usano più due "fasce" (una superiore ed una inferiore) è parso opportuno diminuire l'ampiezza del movimento dei meccanismi di avanzamento, i quali fanno così avanzare la pellicola non di quattro perforazioni alla volta, ma solo di tre o due. In questo modo si risparmia pellicola a parità di fotogrammi impressionati.
Con questa linea di lavorazione non si può utilizzare il processo di sviluppo e stampa tradizionale, perché non standard, perciò la pellicola deve essere scandita digitalmente e stampata nuovamente su pellicola tramite il processo noto come "Digital Intermediate", utilizzato spesso per digitalizzare il video analogico e apportare correzioni prima del rilascio su pellicola.